# Сянката
„Сянката“ (на английски: The Shadow) е американски супергеройски филм от 1994 г. на Universal Pictures, продуциран от Мартин Брегман, Уили Баер, и Майкъл Скот Брегман, режисиран от Ръсел Мълкахи, в който играе Алек Болдуин. Във филма участва в ролята на Джон Лон, Пенелопе Ан Милър, Иън Маккелън, Джонатан Уинтърс, Питър Бойл и Тим Къри. Тя се основава на едноименния герой, създаден през 1931 г. от Уолтър Б. Гибсън.
Филмът е пуснат по кината на 1 юли 1994 г. и е получил общо смесени отзиви. Критиците откриха, че злодеят, сценарият и сюжет липсват, но високо оценяват посоката на филма, актьорството, специалните ефекти, визуалния стил, екшън сцените и музиката му от Джери Голдсмит.

## Български дублажи
| Преводач           | Надя Баева                                                        |
| Озвучаващи артисти | Ани Василева Любомир Младенов Димитър Герасимов Станислав Пищалов |
| Тонрежисьор        | Добромир Чочов                                                    |

| Озвучаващи артисти | Даниела Йорданова Васил Бинев Пламен Захов Иван Танев |